# غرديان (سلماس)
غرديان هي قرية في مقاطعة سلماس، إيران. يقدر عدد سكانها بـ 175 نسمة بحسب إحصاء 2016.